# Cima Dodici
 La Cima Dodici (italiano para "pico 12", en idioma cimbrio Freyjoch) es una montaña en la frontera de Vicenza en Véneto y Trentino en Trentino Alto Adige, norte de Italia, al sur del pueblo de Borgo Valsugana. Tiene una elevación de 2,336 metros  y es el pico más alto en Vicenza. Con 1.874 m de prominencia, es un pico ultra prominente. El collado clave está cerca del pueblo de Pergine Valsugana. 

## Alpinismo
El acceso más directo a la cumbre es desde el valle de Galmarara, en la ladera izquierda de Val d'Assa. Desde el cruce del refugio de Galmarara (1614 m, accesible en coche), la ruta continúa a través de dos antiguas carreteras militares austriacas, la Zoviellostraße (o, alternativamente, la ruta 830) y el Kaiser Karl Straße. Un poco más allá de Bivio Italia (1987 m), un camino conduce a la cumbre. 
La subida desde Val di Sella es más difícil ya que comienza bajando la montaña. Pasa por el sendero 211 que, comenzando en el camino de Dosso, va directamente a la cumbre a través del valle de los Doce y el valle de la Trampa. Alternativamente, por el sendero marcado como 231, que está separado del primero, es una escalada gradual por el valle de los Doce para unirse con el otro camino cerca del campamento de Busa Dodese. 
Desde la cumbre, la vista se extiende sobre los Alpes orientales, incluidos los Dolomitas de Brenta, hasta Pale di San Martino. El mar Adriático y los Apeninos son visibles hacia el sur en un día despejado. 
En la parte superior se encuentran dos cruces de cumbre. La primera, hecha de madera, se erigió en 1946 para reemplazar una cruz anterior colocada en 1900. La segunda, compuesta por tubos metálicos, se instaló en 1973. 

## Clasificación SOIUSA
Según la SOIUSA (Subdivisión Internacional Estandarizada de Montañas de los Alpes ), la montaña se puede clasificar de la siguiente manera:
- parte principal = Alpes orientales
- sector principal = Alpes calizos del sur
- sección = preapes venecianos
- subsección = Prealpes Vicentinos
- supergrupo = Gruppo degli Altipiani
- grupo = Altopiano dei sette comuni
- subgrupo = Dorsale Cima Dodici-Ortigara
- código = II / C-32. IA.3.b